# Lola B12/60
O Lola B12/60 Coupé é um protótipo de Le Mans construído em 2012 pela britânica Lola Racing Cars na Inglaterra para competir no Mundial de Endurance. Ele foi lançado na classe LMP1 pelas equipes Dyson Racing e Rebellion Racing.

## O Motor
A designação do motor é derivada de "racing V8 ', dando o prefixo RV8 que tem sido utilizado para motores de corrida Toyota durante vários anos. O atual motor Toyota Formula Nippon é a especificação K e este foi modificado por TMG para Le Mans, acrescentando as iniciais LM e dando o seu pleno designação de RV8KLM.

## O Projeto
A Lola foi a primeira construtora a oferecer um design Coupe para equipes privadas, no final de 2007.
O presidente executivo, Martin Birrane, anunciou o projeto pouco antes das 24 horas de Le Mans 2007. Após o anuncio, houve uma atração instantânea entre os engenheiros da Lola. Em fevereiro de 2008, a equipe do sistema de Corrida Charouz estavam testando o novo pacote de aparência e em apenas 7 semanas estavam desafiando a Audi e a Peugeot na abertura da Le Mans Series em Barcelona.

## O Chassis
B0980-HU01S

O Chassis B0980-HU01S, fabricado em 2009, era originalmente de um carro LMP2 com motor Judd V8 que mais tarde foi substituído por um motor de 5,5 litros Rebellion badged Judd V10 antes de receber o atual RV8KLM da Toyota em 2011. Atualmente ele e conhecido como n°13 e é pilotado pelos pilotos Mathias Beche, Andrea Belicchi e Congfu Cheng.

B1060-HU01

Originalmente construído em 2010 pela Rebellion Racing como LMP1, o B1060-HU01 foi utilizado de forma gradual. A partir de 2011 ele recebeu o motor RV8KLM da Toyota. Conhecido como carro n°12 e é pilotado pelos pilotos Nicolas Prost, Neel Jani e Nick Heidfeld da Formula 1.